# China Open 2010 (golf)

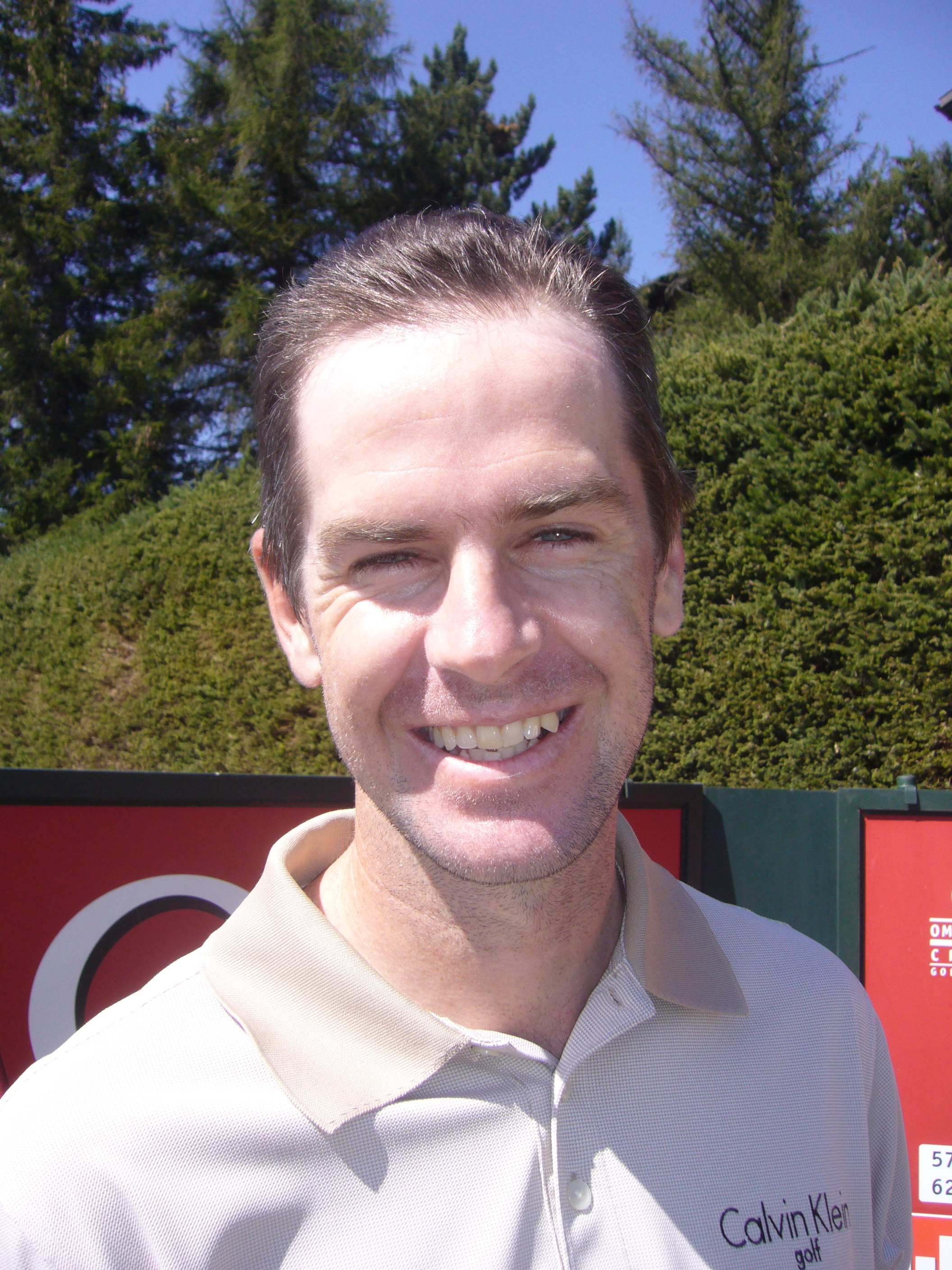
Titelverdediger

Het Volvo China Open werd voor de eerste keer in 1995 op de Suzhou Jinji Lake International Golf Club in Jiangsu gespeeld. Het toernooi wordt georganiseerd door 'the China Golf Association'. Het toernooi maakt deel uit van de Europese PGA Tour en de OneAsia Tour en had in 2010 een prijzengeld van US$ 2.300.000.
Het China Open werd in 2009 gewonnen door Scott Strange.
Het deelnemersveld bestond in 2010 uit 156 spelers: 69 spelers van de Europese PGA Tour, 69 van de OneAsia Tour, de jeugdkampioen van China Liu Yu Xiang (2009), dertien spelers die zich via toernooien kwalificeerden en enkelen die door de sponsors werden uitgenodigd. De 14-jarige Zhang Jin (ook Jin Zhang) was de jongste speler die zich ooit had gekwalificeerd.
Voor Maarten Lafeber werd dit het eerste toernooi na zijn knie-operatie in februari 2010. Hij kwalificeerde zich voor het weekend en eindigde op de 45ste plaats.
De score van de beste ronde was 64 en staat op naam van Do-hoo Kim (R1), Thongchai Jaidee (R1) en Mark Foster (R2).

## Eindstand
| Nr | Naam                                      | Score                                                             |
| -- | ----------------------------------------- | ----------------------------------------------------------------- |
| 1  | Y E Yang                                  | 68-66-68-71=273 (-15)                                             |
| T2 | Rhys Davies Stephen Dodd                  | 73-70-65-67=275 (-13) 69-71-66-69=275 (-13)                       |
| T4 | Johan Edfors Jamie Donaldson Mikko Ilonen | 68-71-68-69=276 (-12) 66-68-69-73=276 (-12) 68-67-68-73=276 (-12) |
| 7  | Oliver Wilson                             | 73-65-70-69=277 (-11)                                             |
| T8 | Nicolas Colsaerts Do-hoo Kim              | 69-72-68-69=278 (-10) 64-69-73-72=278 (-10)                       |
| 45 | Maarten Lafeber                           | 71-71-71-74=287 (-1)                                              |
| 76 | Robert-Jan Derksen                        | 73-72= MC                                                         |

## De spelers
| Europese Order of Merit - Felipe Aguilar - Thomas Bjørn - Richard Bland - Markus Brier (2007) - Rafael Cabrera Bello - Ariel Cañete - S S P Chowrasia - Nicolas Colsaerts - Rhys Davies - François Delamontagne - Robert-Jan Derksen - David Dixon - Stephen Dodd - Jamie Donaldson - Bradley Dredge - David Drysdale - Rafa Echenique - Johan Edfors - Martin Erlandsson - Niclas Fasth - Gonzalo Fdz-Castaño - Richard Finch - Oliver Fisher - Alastair Forsyth - Mark Foster - Marcus Fraser - Stephen Gallacher - Ignacio Garrido - Tano Goya - Peter Hanson - Peter Hedblom - Oskar Henningsson - David Horsey - David Howell - Jeppe Huldahl - Mikko Ilonen - Michael Jonzon - Anthony Kang - Maarten Lafeber - José Manuel Lara - Pablo Larrazábal - Paul Lawrie | - Peter Lawrie - Sam Little - Gary Lockerbie - Shane Lowry - Mikael Lundberg - Prayad Marksaeng (1996) - Pablo Martín - Gareth Maybin - Graeme McDowell - Paul McGinley - Ross McGowan - Damien McGrane (2008) - Colin Montgomerie - Christian Nilsson - Alexander Norén - Phillip Price - Robert Rock - Brett Rumford - Marcel Siem - Henrik Stenson - Graeme Storm - Anthony Wall - Paul Waring - Marc Warren - Peter Whiteford - Danny Willett - Oliver Wilson - Fabrizio Zanotti Chinese en regionale OoM - Scott Barr - Adam Blyth - Andrew Bonhomme - Marcus Both - Steven Bowditch - Mitchell Brown - Stephen Dartnall - Andrew Dodt - Josh Geary - David Gleeson - Ashley Hall - Scott Hend - Rick Kulacz | - Scott Laycock - Danny Lee - Richard Lee - Michael Long - Leigh McKechnie - Matthew Millar - Jason Norris - Peter O'Malley - Terry Pilkadaris - Ewan Porter - Scott Strange (2009) - Aaron Townsend - Chen Jian - Hai-bao Cheng - Jian Chen - Cui-lin Gu - Shu-tao Gu - Wei-hai Kong - Chao Li - Wen-chong Liang - Gui-ming Liao - Guo-jie Liu - Zhi-jun Ou - Zhi-feng Qiu - Lei Shang - Ye Tian - Hui-qiang Wang - Ashun Wu - Kang-chun Wu - Wei-huang Wu - Zhi-jin Xiao - Zhi Xie - Qin Xu - Jin-biao Yang - Xiong-hui Ye - Hao Yuan - Chang Lei Zhang - Lian-wei Zhang (2003) - Wen-gen Zheng - Jun Zhou - Xun-Shu Zhou | - Gaganjeet Bhullar - Shiv Chowrasia - Shiv Kapur - Jyoti Randhawa - Tetsuji Hiratsuka - Sang-moon Bae - Ming-chuan Chen - Joon Woo Choi - Soon-sang Hong - Jae-hoon Jung - Bi-o Kim - Dae-hyun Kim - Do-hoon Kim - Seong-ho Lee - Ki-sang Lee - Seung-yul Noh - Ted Oh - Sang-Hyun Park - Hyun-Woo Ryu - Joon-eob Son - Y E Yang - Mardan Mamat - Kiradech Aphibarnrat - Thongchai Jaidee - Prayad Marksaeng - Chapchai Nirat - Thaworn Wiratchant - Wen-tang Lin - Daniel Im Sponsoruitnodiging - Corey Pavin (Ryder Cup captain 2010) Amateurs - Mu Hu - Wen-yi Huang - Wei Huo - Yu Xiang Liu, jeugdkampioen - Tsung-yu Tsai - Se Xiao - Jin Zhang - Xin-jun Zhang |

De voormalige winnaars hebben het jaar van hun overwinning achter hun naam staan.